# Yashodhara

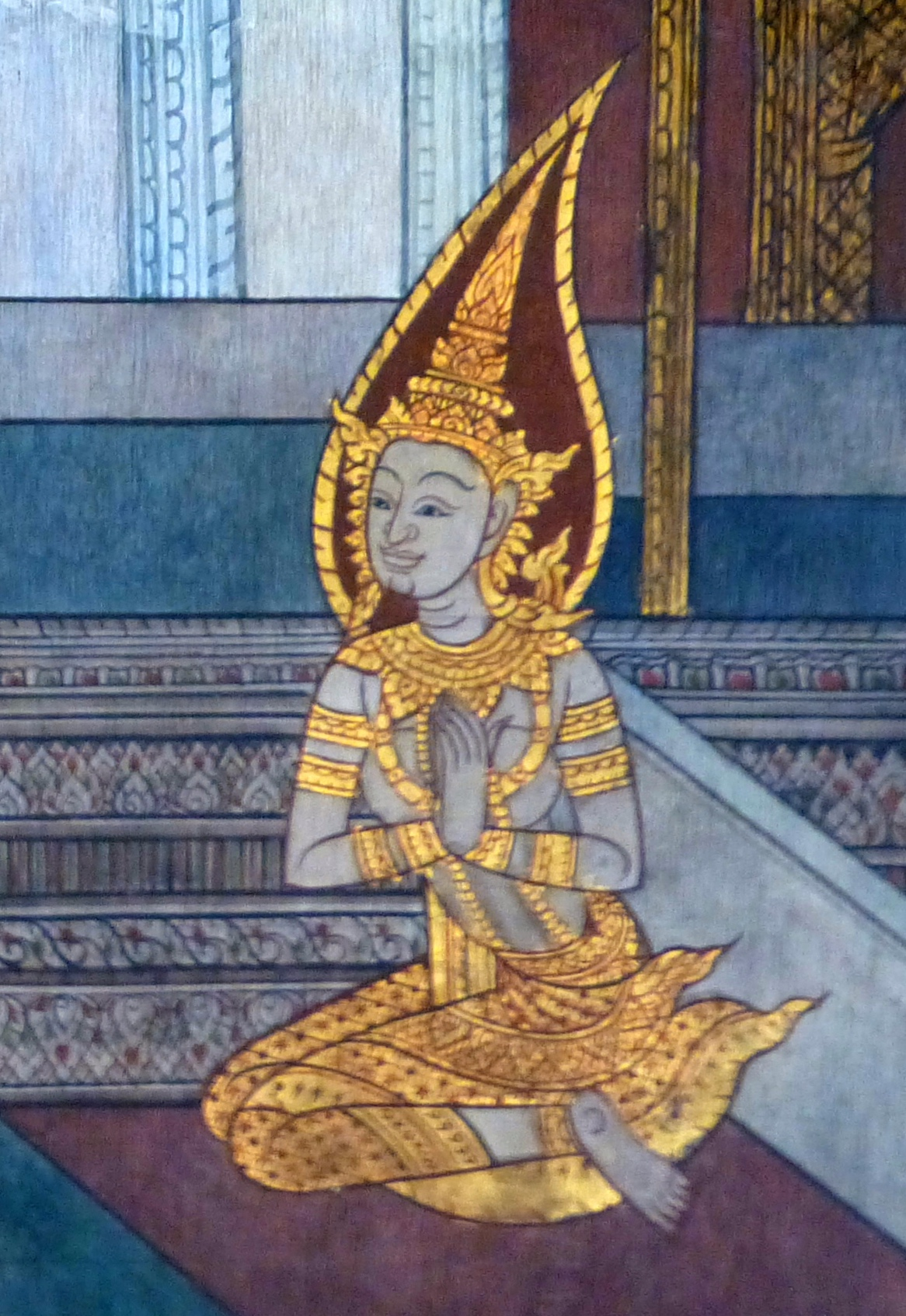
Representação de Yashodhara

Yashodhara Devi foi a esposa de Siddhartha Gautama. Ela era considerada uma das mais belas e virtuosas mulheres da região e ela e Sidhartha eram primos. Filha de Dandapani, Senhor do castelo de Koliya e irmã da rainha Maya, Yashodhara deu a Siddhartha seu único filho, Rahula.
Um dia, Sidhartha resolveu seguir o caminho da iluminação e então deixou Yashodhara e seu filho no palácio, sem lhes dar qualquer satisfação por sua atitude. Após isso, ele levou uma vida de renúncia, cortou seu cabelo e viveu como um asceta. Seis anos mais tarde atingiu a iluminação e voltou para o palácio.